# Vjetroorgulje
Vjetroorgulje na brijegu Trovru kod Rogotina, prve vjetroorgulje na svijetu. 
Zamisli se dosjetio zaposlenik Grada Ploča građevinski inženjer Željko Škorić, koji se dosjetio da bi vjetar koji neprestano puše na Trovru mogao i zasvirati. Ideju je prenio prijatelju Anti Šunjiću, glavnom uredniku portala rogotin.hr, onda i predsjedniku Mjesnog odbora. I njemu se zamisao svidila, i za nju su pridobili i tadašnjeg gradonačelnika Ploča. Do realizacije projekta prošlo je desetak godina. Škorić je izradio idejno rješenje za orgulje. Župnik iz Ploča don Petar Mikić povezao ih je s poznatim graditeljem orgulja Antunom Škrablom koji je izradio orgulje za tamošnju i 300 drugih crkava u Hrvatskoj. Svidjeli su mu se Škorićevi nacrti, te je razradio je svaku sviralu po tonalitetima. Zaiskana je građevinska dozvola. Financiranje su riješili preko Dubrovačko-neretvanske županije koja je projekt uvrstila u širi projekt “Promicanje održivog razvoja prirodne baštine doline Neretve”, za koji je dobila sredstva iz europskih strukturnih i investicijskih fondova. Županija je prijavila projekt, partneri su jedinice lokalne samouprave Grad Ploče i Grad Metković, stručni partner je Javna ustanova za upravljanje zaštićenim dijelovima prirode Dubrovačko-neretvanske županije, dok je ukupnu pripremu projekta i prijavu provela Regionalna razvojna agencija Dubrovačko-neretvanske županije DUNEA.
Projekt je došao oko oko tri milijuna kuna. U nj spadaju kamene orgulje te uređenje cijelog prostora: popločavanje staze kamenim pločama, postavljanje kamenih i drvenih klupica u skladu s lokalnim ambijentom, postavljanje infokarte, izradu platoa od kamenog suhozida, izgradnju promatračnice s panoramskim dvogledom i izgradnja edukativnog ekovrta s hortikulturno uređenim sadržajem.
Nalaze se gotovo na samom vrhum, na 114 mnv. 
Gradilo ih se od siječnja 2020. godine. Orgulje su troje (s tri kraka). Jedne su okrenute ka Pločama i pogonit će ih maestral, druge su ka Neretvi i pogonit će ih jugo, a treće su okrenute ka Rogotinu i pogonit će ih bura. Gradnja bi trebala završiti tijekom srpnja 2020. godine. Svirala u orguljama podesio je jedan od najboljih svjetskih orguljaša, a orgulje je izgradio slovenski graditelj orgulja Antun Škrabl. Orgulje su trebale zasvirati 15. travnja, a svi su radovi na uređenju cijelog područja trebali biti gotovi 29. svibnja, ali je kriza s koronavirusom omela redovnu gradnju.
Prva tuba stavljena je 8. travnja 2020. godine.
Da bi se uhvatilo najjače udare vjetra, Državni hidrometeorološki zavod ispitao je ruže vjetrova temeljem čega su graditelji pozicionirali orgulje. Da bi orgulje svirale, potrebna je nekakva brzina vjetra koja je najmanje 20 km na sat ili 2,7 metara u sekundi, što je dolnja granica na koju će orgulje reagirati.
Na orguljama će biti zatvorena svirala i kombinaciju tonova sa sedam svirala radi dobivanja ugodne harmonije. Svake orgulje imat će četiri izlaza za zvuk i ugrađene regulatore. Prva svirala za orgulje izradilo je Kvaternik orguljarstvo iz Koprivnice. Sviralo se sastoji od tube, redukcije, rezonantne cijevi i labija, a koliko je duga rezonantna cijev, takav će biti tonalitet. Ukupno će biti 21 sviralo. Svirala će biti od inoksa 316 koji se koristi u morskim krajevima jer je otporniji na utjecaj soli od običnog inoksa. 

## Vanjske poveznice
- Trovro Vjetroorgulje 25 10 2019 YouTube